# Langelandsbjörnbär
Langelandsbjörnbär (Rubus sprengeliusculus) är en rosväxtart som först beskrevs av K. Frid. och Gelert, och fick sitt nu gällande namn av Heinrich E. Weber. Enligt Catalogue of Life ingår Langelandsbjörnbär i släktet rubusar och familjen rosväxter, men enligt Dyntaxa är tillhörigheten istället släktet rubusar och familjen rosväxter. Arten har ej påträffats i Sverige. Inga underarter finns listade i Catalogue of Life.